# ウィリアム・A・ウェルマン
ウィリアム・A・ウェルマン（William A. Wellman, 本名: William Augustus Wellman, 1896年2月29日 - 1975年12月9日）は、アメリカ合衆国マサチューセッツ州出身の映画監督である。

## 略歴
第一次世界大戦中にはフランス外人部隊に参加し、フランスでラファイエット空軍に属してエース・パイロットとして活躍した。プロ・ホッケー選手として活躍する姿をダグラス・フェアバンクスに注目されたことが映画界入りのきっかけとなった。1920年にゴールドウィン社に入社し、俳優や裏方仕事を経て1923年の『男の中の男』が初監督作品。
1927年に第一次世界大戦中に活躍するパイロットを描いた『つばさ』の監督に抜擢される。自身の経験を生かしたこの作品は第一回アカデミー作品賞を受賞した。『つばさ』のような航空映画だけでなく、『民衆の敵』をはじめとするギャング映画や『牛泥棒』といった西部劇など、その活動範囲は多岐にわたる。
戦間期に多くの作品を作り、これらは当時の米国の世相を色濃く反映したものになっている。また、作品を通じてスター俳優・女優を育て上げ、戦前のハリウッド映画興隆に大きく貢献した。スティーヴン・スピルバーグは、彼と全く接触のない世代（最後の作品が発表されたとき5歳なので、同時代観客ですらない）だが、もっとも好きな監督として名を上げている。
完璧主義から製作会社のパラマウント映画や俳優たちと衝突を繰り返し、何度もクビになりかけたという。
1975年（昭和50年）12月9日、死去した。満79歳没。ハリウッド・ウォーク・オブ・フェームに星を残す。

## 主な監督作品
- 猫の寝間着 The Cat's Pajamas (1926)
- つばさ Wings (1927)
- 暗黒街の女 Ladies of the Mob (1928)
- 民衆の敵 The Public Enemy (1931)
- 都会の世紀末 The Star Witness (1931)
- 真夜中の処女 Midnight Mary(1933)
- 飢ゆるアメリカ Heroes for Sale (1933)
- 野性の叫び The Call of the Wild (1935)
- ロビン・フッドの復讐 Robin Hood of El Dorado (1936)
- スタア誕生 A Star Is Born (1937)
- 無責任時代 Nothing Sacred (1937)
- ボー・ジェスト Beau Geste (1939)
- 牛泥棒 The Ox-Bow Incident (1943)
- 西部の王者 Buffalo Bill (1944)
- G・I・ジョウ The Story of G.I Joe (1945)
- 鉄のカーテン The Iron Curtain (1948)
- 戦場 Battleground (1949)
- ミズーリ横断 Across the Wide Missouri (1951)
- 女群西部へ！ Westward the Women (1951)
- 紅の翼 The High and the Mighty (1954)
- 中共脱出 Blood Alley (1955)